# Kuncewo
Kuncewo (ros. Ку́нцево) – rejon w Zachodnim okręgu administracyjnym Moskwy.

## Demografia
- 2010 – 147 345[3]
- 2021 – 152 004[2]

## Historia
Pałac i park w Kuncewie zostały wybudowane w XVIII wieku i były często odwiedzane przez Katarzynę II. W 1920 roku w Kuncewie zaczęli osiedlać się przywódcy komunistyczni. Kuncewo uzyskało prawa miejskie w 1926 roku. Józef Stalin polecił architektowi Mironowi Mierżanowi wybudować daczę na brzegu rzeki Moskwy i przeniósł się tam w 1934 roku. 4 grudnia 1941 roku miasto zostało zajęte przez wojska niemieckie podczas bitwy pod Moskwą. Stalin zmarł w daczy Kuncewo 5 marca 1953 roku. W 1960 roku miasto zostało włączone do Moskwy. Kuncewo określane jest jako miejsce stacjonowania Strategicznych Wojsk Rakietowych.